# Chris Jacke
Christopher Lee Jacke (Richmond, 12 marzo 1966) è un ex giocatore di football americano statunitense che ha giocato nel ruolo di placekicker nella National Football League (NFL). Fu scelto nel corso del sesto giro (142º assoluto) Draft NFL 1989 dai Green Bay Packers. Al college ha giocato a football alla University of Texas at El Paso.

## Carriera professionistica
Jacke fu scelto dai Green Bay Packers nel corso del sesto giro del Draft 1989. Vi giocò nove stagioni fino al 1996. Nel suo ultimo anno coi Packers, contribuì a far terminare la stagione regolare con un record di 13-3 e alla vittoria nel Super Bowl XXXI contro i New England Patriots. Nel 1997 Jacke divenne free agent e firmò coi Pittsburgh Steelers. Si infortunò nel training camp e con essi non disputò mai alcuna gara. Nel corso di quella stessa stagione firmò coi Washington Redskins, giocandovi una sola gara. Terminò la sua carriera con gli Arizona Cardinals nelle stagioni 1998 e 1999. Jacke è al terzo posto nella storia della franchigia di Green Bay dietro Ryan Longwell e Don Hutson per punti segnati. Fu inserito dall'Associated Press nel First-team All-Pro nel 1993 e nel 2013 fu inserito nella Green Bay Packer Hall of Fame.

## Palmarès

### Franchigia
- Super Bowl : 1

Green Bay Packers: XXXI
- National Football Conference Championship: 1

Green Bay Packers: 1996

### Individuale
- First-team All-Pro: 1

1993
- PFWA All-Rookie Team - 1989
- Green Bay Packers Hall of Fame

## Statistiche
| Field goal tentati   | 265  |
| Field goal segnati   | 202  |
| Percentuale          | 76,2 |
| Field goal più lungo | 54   |